# Dance Club Songs
A Dance Club Songs egy amerikai slágerlista, melyet a Billboard magazin publikál hetente. Az Egyesült Államok éjszakai klubjainak legnépszerűbb dalait rangsorolja. 1976. augusztus 28-án jelent meg először Disco Action Top 30 címmel, és ez lett a Billboard első listája, amely a dance zene népszerűségét dokumentálta. Az 1976. augusztus 28-án kiadott számban az első listavezető dal a Bee Gees "You Should Be Dancing" című dala volt, amely öt hetet töltött a lista csúcsán.
2017 januárjában a Billboard Madonnát a lista történetének legsikeresebb előadójává nyilvánította, miután első helyen végzett a legjobb 100 dance előadót rangsoroló listán. Madonna tartja a legtöbb listavezető dallal rendelkező előadó rekordját, 50-nel. Katy Perry szintén rekorder, miután tizennyolc egymást követő listavezető dalt adott ki. Perry harmadik stúdióalbuma, a Teenage Dream (2010) lett a lista történetének első albuma, amelyről 2010 és 2012 között hét első helyet elérő dal jelent meg. A rekordot Rihanna döntötte meg, aki Anti című nyolcadik stúdióalbumáról 2016 és 2017 között nyolc listavezető dalt adott ki. Rihanna az egyetlen előadó, aki öt első helyezett dalt ért el egy naptári évben.
Az éjszakai klubok bezárását okozó COVID-19 járvány miatt a Billboard ideiglenesen felfüggesztette a listát. A legutóbbi, 2020. március 28-án kiadott szám első helyezett dala a Dance Club Songs listán Diana Ross "Love Hangover 2020" című dala volt.

## Története
A Dance Club Songs 1974-es megalakulása óta számos változáson ment keresztül. Eredetileg egy top 10-es lista volt, melyen olyan dalok szerepeltek, amik a legnagyobb közönségvisszhangot váltották ki a New York-i diszkókban. A slágerlista 1974. október 26-án indult Disco Action címmel. Később beemelték az ország különböző városainak lejátszási listáit is. A Billboard 1975-ben és 1976-ban folytatta a regionális és városspecifikus slágerlisták futtatását egészen az 1976. augusztus 28-án kiadott számig, amikor bemutatták a 30 pozíciójú National Disco Action Top 30-at. Ez hamarosan 40 pozícióra, 1979-ben 60 pozícióra, majd 80 pozícióra bővült, és végül 1979 szeptemberétől 1981-ig elérte a 100 pozíciót, amikor is 80-ra visszacsökkent.
A nyolcvanas évek első felében a slágerlista 80 helyet tartott fenn 1985. március 16-ig, amikor a Disco listákat feldarabolták és átnevezték. Két lista jelent meg: a Hot Dance/Disco Club Play, amely a dalok játszási népszerűségét rangsorolta (50 pozíció), és a Hot Dance Music/Maxi-Singles Sales, amely 12-inch single (vagy maxi-single) eladásokat rangsorolta (szintén 50 pozíción keresztül, később csökkentve 10-re). Utóbbi végül 2013-ban megszűnt, helyét a Dance/Electronic Digital Songs vette át.
2013. január 26-án a Billboard bemutatta a Hot Dance/Electronic Songs listát, amely az 50 legnépszerűbb dance- és elektronikus dalt rangsorolja a digitális kislemezeladások, a streaming adatok, a rádiós népszerűség és klubok játszási listája alapján. Utóbbi értékeit a Dance Club Songs lista szolgáltatja.
2020. március 31-én COVID-19 világjárvány következtében az éjszakai klubok bezártak, így a Billboard ideiglenesen felfüggesztette a lista publikálását.

## Előadó mérföldkövek

### Minden idők 10 legjobb előadója (1976–2016)
| Helyezés | Előadó         | Forr. |
| -------- | -------------- | ----- |
| 1        | Madonna        | [ 3 ] |
| 2        | Janet Jackson  | [ 3 ] |
| 3        | Rihanna        | [ 3 ] |
| 4        | Beyoncé        | [ 3 ] |
| 5        | Pet Shop Boys  | [ 3 ] |
| 6        | Donna Summer   | [ 3 ] |
| 7        | Mariah Carey   | [ 3 ] |
| 8        | Kristine W     | [ 3 ] |
| 9        | Jennifer Lopez | [ 3 ] |
| 10       | Depeche Mode   | [ 3 ] |

### A legtöbb listavezető dal

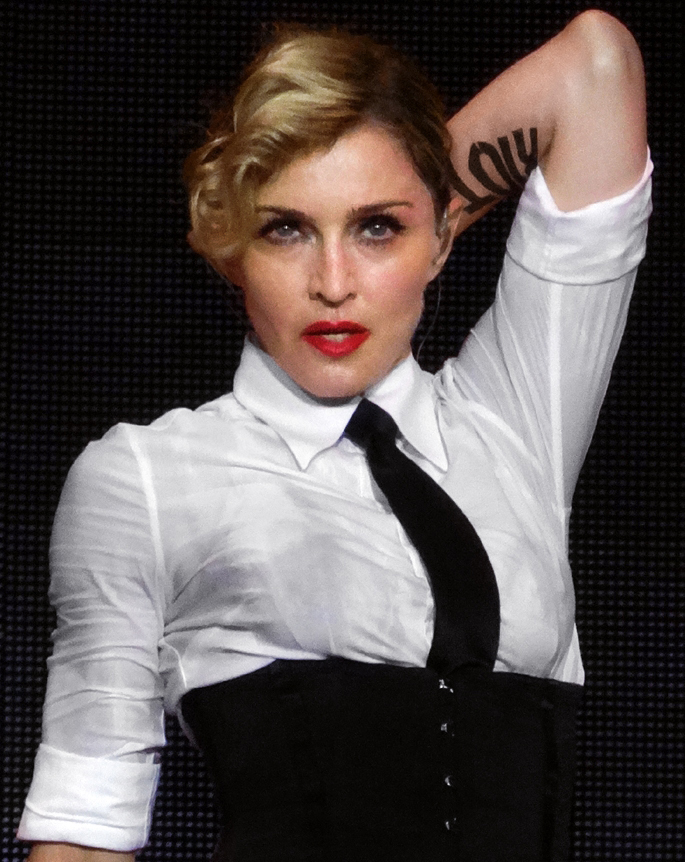
Madonna tartja a legtöbb listavezető dallal rendelkező előadó rekordját, 50-nel. 2020-ig ő az egyetlen élő és aktív előadó, aki 1982 óta folyamatosan szerepel a listán. A "Holiday"/"Lucky Star" (1983) volt az első listavezető dala, míg a legutóbbi az "I Don’t Search I Find" (2020).

| Helyezés | Előadó         | Listavezető dalok száma |
| -------- | -------------- | ----------------------- |
| 1        | Madonna        | 50                      |
| 2        | Rihanna        | 33                      |
| 3        | Beyoncé        | 22                      |
| 4        | Janet Jackson  | 20                      |
| 5        | Katy Perry     | 19                      |
| 6        | Jennifer Lopez | 18                      |
| 7        | Mariah Carey   | 17 (döntetlen)          |
| 7        | Kristine W     | 17 (döntetlen)          |
| 9        | Donna Summer   | 16                      |
| 10       | Lady Gaga      | 15                      |

### A legtöbb egymást követő listavezető dal
| Dalok száma | Előadó         | Első dal és dátum                                                                | Legutóbbi sláger és dátum                                | A dal, ami megtörte a sorozatot és dátum                          |
| ----------- | -------------- | -------------------------------------------------------------------------------- | -------------------------------------------------------- | ----------------------------------------------------------------- |
| 18          | Katy Perry     | "Waking Up in Vegas"(2009. augusztus 22.)                                        | "Swish Swish" (featuring Nicki Minaj) (2017. július 22.) | "Bon Appétit" (featuring Migos) (#28, 2017. április 18.)          |
| 11          | Jennifer Lopez | "Qué Hiciste" (2007. június 23.)                                                 | "Live It Up" (featuring Pitbull) (2013. július 20.)      | "I Luh Ya Papi" (featuring French Montana) (#5, 2014. június 28.) |
| 10          | Madonna        | "Give Me All Your Luvin'" (featuring Nicki Minaj and M.I.A.) (2012. március 31.) | "I Don't Search I Find" (2020. február 14.)              | Nem tört meg a sorozat                                            |
| 9           | Kristine W     | "Feel What You Want" (1994. július 23.)                                          | "The Wonder of It All" (2005. január 2.)                 | "I'll Be Your Light" (#2, 2006. február 26.)                      |
| 9           | Beyoncé        | "Diva" (2009. március 28.)                                                       | "Countdown" (2011. december 24.)                         | "End of Time" (#33, 2012. március 3.)                             |
| 9           | Erika Jayne    | "Rollercoaster" (2007. július 28.)                                               | "How Many Fucks" (2016. augusztus 13.)                   | Nem tört meg a sorozat                                            |
| 7           | Janet Jackson  | "When I Think of You" (1986. szeptember 20.)                                     | "Alright" (1990. május 5.)                               | "Black Cat" (#17, 1990. október 27.)                              |
| 7           | Madonna        | "Causing a Commotion" (1987. október 31.)                                        | "Justify My Love" (1991. január 19.)                     | "Rescue Me" (#6, 1991. március 16.)                               |
| 7           | Madonna        | "Nothing Really Matters" (1999. március 13.)                                     | "Impressive Instant" (2001. november 17.)                | "GHV2 Megamix" (#5, 2001. december 2.)                            |

### A legtöbb listavezető dal egy naptári évben

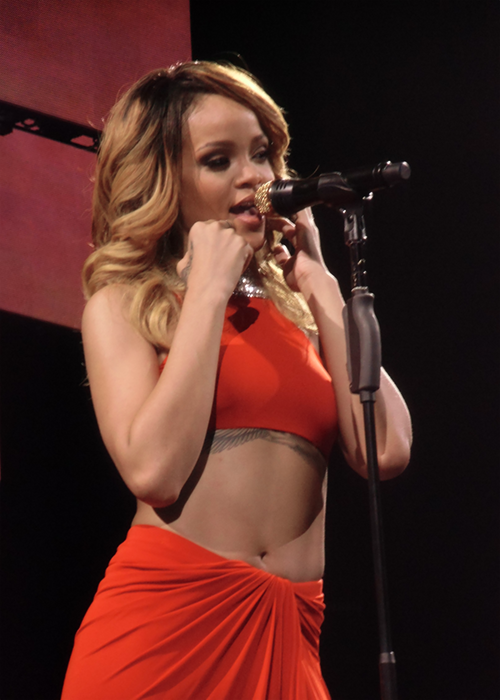
Rihanna az egyetlen előadó, aki öt első helyezett dalt ért el egy naptári évben, és egyike azon négy előadónak, akiknek legalább négy sikerült.

| Dalok száma | Előadó     | Év   | Dalok | Forr.         |
| ----------- | ---------- | ---- | --- | ------------- |
| 5           | Rihanna    | 2017 | "Love on the Brain", "Sex with Me", "Pose", "Wild Thoughts" (DJ Khaled featuring Rihanna and Bryson Tiller), "Desperado"      | [ 6 ]         |
| 4           | Rihanna    | 2007 | "We Ride", "Umbrella" (featuring Jay-Z), "Don't Stop the Music", "Shut Up and Drive"                                          | [ 35 ] [ 36 ] |
| 4           | Rihanna    | 2010 | "Russian Roulette", "Hard" (featuring Jeezy), "Rude Boy", "Only Girl (In the World)"                                          | [ 35 ] [ 36 ] |
| 4           | Rihanna    | 2011 | "Who's That Chick?" (David Guetta featuring Rihanna), "S&M", "California King Bed", "We Found Love" (featuring Calvin Harris) | [ 35 ] [ 36 ] |
| 4           | Rihanna    | 2016 | "Work" (featuring Drake), "This Is What You Came For" (Calvin Harris featuring Rihanna), "Kiss It Better", "Needed Me"        | [ 35 ] [ 36 ] |
| 4           | Beyoncé    | 2009 | "Single Ladies (Put a Ring on It)", "Diva", "Halo", "Sweet Dreams"                                                            | [ 35 ] [ 36 ] |
| 4           | Lady Gaga  | 2009 | "Poker Face", "LoveGame", "Paparazzi", "Bad Romance"                                                                          | [ 35 ] [ 36 ] |
| 4           | Lady Gaga  | 2011 | "Born This Way", "Judas", "The Edge of Glory", "You and I"                                                                    | [ 35 ] [ 36 ] |
| 4           | Katy Perry | 2014 | "Unconditionally", "Dark Horse" (featuring Juicy J), "Birthday", "This Is How We Do"                                          | [ 35 ] [ 36 ] |

### Az első 10 listavezető dal leggyorsabb megszerzése

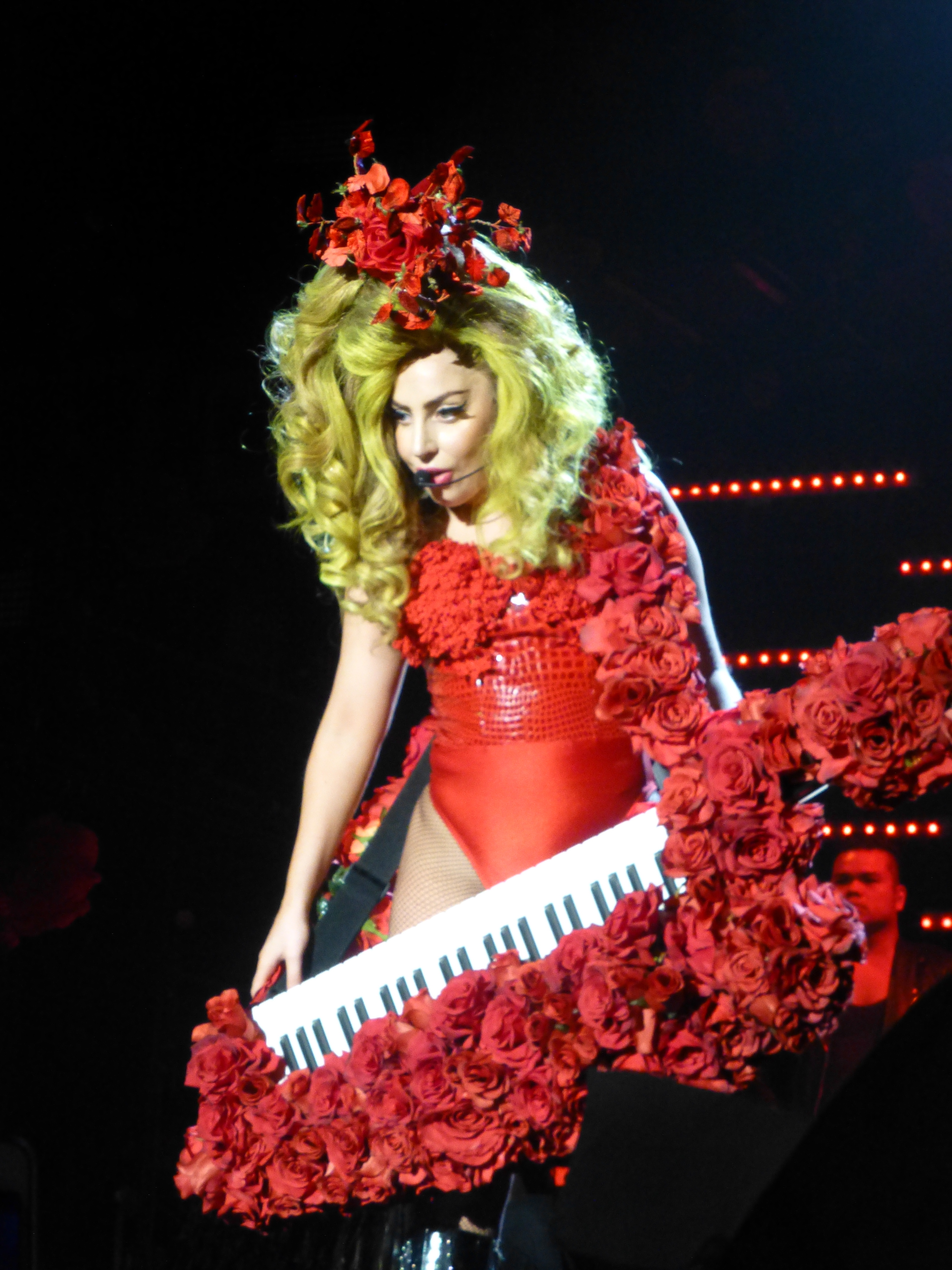
Lady Gaga szerezte meg a legrövidebb idő alatt első tíz listavezető pozícióját. Mindössze két év, öt hónap és három hét alatt sikerült neki.

| Előadó     | Dalok | Időintervallum         | Forr.               |
| ---------- | --- | ---------------------- | ------------------- |
| Lady Gaga  | "Poker Face" (első, 2009. február 21.) "LoveGame" "Paparazzi" "Bad Romance" "Telephone", featuring Beyoncé "Video Phone", Beyoncé featuring Lady Gaga "Alejandro" "Born This Way" "Judas" "The Edge of Glory" (tizedik, 2011. augusztus 4.)                    | Két év, öt hónap       | [ 37 ]              |
| Katy Perry | "Waking Up in Vegas" (első, 2009. augusztus 22.) "California Gurls", featuring Snoop Dogg "Teenage Dream" "Peacock" "Firework" "E.T." "Last Friday Night (T.G.I.F.)" "The One That Got Away" "Part of Me" "Wide Awake" (tizedik, 2012. augusztus 4.)           | Két év, tizenegy hónap | [ 5 ] [ 38 ] [ 39 ] |
| Rihanna    | "Pon de Replay" (első, 2005. október 8.) "SOS" "Unfaithful" "We Ride" "Umbrella", featuring Jay-Z "Don't Stop the Music" "Shut Up and Drive" "Disturbia" "Russian Roulette" "Hard" featuring Jeezy (tizedik, 2010. március 6.)                                 | Négy év, öt hónap      | [ 37 ]              |
| Madonna    | "Holiday/Lucky Star" (első, 1983. szeptember 24.) "Like a Virgin" "Material Girl" "Angel/Into the Groove" "Open Your Heart" "Causing a Commotion" "You Can Dance" (LP Cuts) "Like a Prayer" "Express Yourself" "Keep It Together" (tizedik, 1990. március 31.) | Hat év, hat hónap      | [ 40 ]              |

## Dal mérföldkövek

### A legtöbb hét az első helyen
| Hetek száma | Előadó(k)       | Dal(ok)                                                                           | Év(ek)  |
| ----------- | --------------- | --------------------------------------------------------------------------------- | ------- |
| 11          | Michael Jackson | Thriller (összes változat)                                                        | 1983    |
| 9           | Change          | "A Lover's Holiday"/"The Glow Of Love"/"Searching"                                | 1980    |
| 8           | Chic            | "Dance, Dance, Dance (Yowsah, Yowsah, Yowsah)"/"Everybody Dance"/"You Can Get By" | 1977    |
| 7           | Village People  | Village People (összes változat)                                                  | 1977    |
| 7           | T-Connection    | "Do What You Wanna Do"                                                            | 1977    |
| 7           | Chic            | "Le Freak"/"I Want Your Love"/"Chic Cheer"                                        | 1978-79 |
| 7           | Donna Summer    | "Hot Stuff"/"Bad Girls"                                                           | 1979    |
| 7           | Geraldine Hunt  | "Can't Fake the Feeling"                                                          | 1980    |
| 7           | Chaz Jankel     | "Glad to Know You"/"3,000,000 Synths"/"Ai No Corrida"                             | 1982    |

### Az első hely elérése a legrövidebb idő alatt
| Hetek száma | Előadó(k)                                                    | Dal                                                | Év(ek) |
| ----------- | ------------------------------------------------------------ | -------------------------------------------------- | ------ |
| 3           | Prince                                                       | "When Doves Cry"/"17 Days"                         | 1984   |
| 3           | ABC                                                          | "Be Near Me"                                       | 1985   |
| 3           | Colonel Abrams                                               | "I'm Not Gonna Let (You Get The Best Of Me)"       | 1986   |
| 4           | T-Connection                                                 | "Do What You Wanna Do"                             | 1977   |
| 4           | The Trammps                                                  | "Disco Inferno"/"Starvin'"/"Body Contact Contract" | 1977   |
| 4           | Daryl Hall & John Oates                                      | "Say It Isn't So"                                  | 1983   |
| 4           | Deniece Williams                                             | "Let's Hear It for the Boy"                        | 1984   |
| 4           | Madonna                                                      | "Like A Virgin"                                    | 1984   |
| 4           | Aretha Franklin                                              | "Freeway Of Love"                                  | 1985   |
| 4           | The Human League                                             | "Human"                                            | 1986   |
| 4           | Company B                                                    | "Fascinated"                                       | 1987   |
| 4           | Michael Jackson                                              | "Bad"                                              | 1987   |
| 4           | Madonna                                                      | "Like A Prayer"                                    | 1989   |
| 4           | Janet Jackson                                                | "Miss You Much"                                    | 1989   |
| 4           | Black Box featuring Martha Wash                              | "Everybody Everybody"                              | 1990   |
| 4           | C+C Music Factory featuring Freedom Williams and Martha Wash | "Gonna Make You Sweat (Everybody Dance Now)"       | 1990   |
| 4           | Madonna                                                      | "Erotica"                                          | 1992   |
| 4           | Michael Jackson and Janet Jackson                            | "Scream"                                           | 1995   |
| 4           | Mariah Carey                                                 | "Honey"                                            | 1997   |
| 4           | Madonna                                                      | "Beautiful Stranger"                               | 1999   |
| 4           | Madonna                                                      | "Music"                                            | 2000   |
| 4           | Madonna                                                      | "Impressive Instant"                               | 2001   |
| 4           | Madonna                                                      | "Hung Up"                                          | 2005   |
| 4           | The Pussycat Dolls featuring Busta Rhymes                    | "Don't Cha"                                        | 2005   |
| 4           | Beyoncé & Shakira                                            | "Beautiful Liar"                                   | 2007   |
| 4           | Madonna                                                      | "4 Minutes"                                        | 2008   |
| 4           | Lady Gaga                                                    | "Bad Romance"                                      | 2010   |

### Az első hely elérése a leghosszabb idő alatt
- 19. hét— "Wordy Rappinghood"/"Genius of Love" by Tom Tom Club[77]
- 19. hét— "Walking on a Dream" by Empire of the Sun
- 17. hét— "Losing It" by Fisher
- 16. hét— "The Look of Love" by ABC[78]
- 16. hét— "Most Precious Love" by Blaze presents U.D.A.U.F.L. featuring Barbara Tucker
- 16. hét— "Where Have You Been" by Rihanna
- 16. hét— "Right Now" by Rihanna featuring David Guetta

Források:

### A legnagyobb ugrás az első helyre
- (27-1) Thriller (összes változat) by Michael Jackson[81]

### Első helyezett dalok más előadók feldolgozásában
- "The Boss" — Diana Ross (1979), The Braxtons (1997), Kristine W (2008), és újra Diana Ross (2019).[82]
- "You Make Me Feel (Mighty Real)" — Sylvester (1978)[83] és Byron Stingily (1998)[84]
- "Back to Life" — Soul II Soul (1989) és Hilary Roberts (2019).[85]
- "Keep on Jumpin'" — Musique (1978) és Todd Terry with Martha Wash & Jocelyn Brown (1996)

## Album mérföldkövek

### A legtöbb listavezető dal egy albumról
| Előadó     | Album                                                                  | Listavezető dalok száma | Dalok | Forr.                              |
| ---------- | ---------------------------------------------------------------------- | ----------------------- | --- | ---------------------------------- |
| Rihanna    | Anti                                                                   | 8                       | "Work" (featuring Drake) "Kiss It Better" "Needed Me" "Love on the Brain" "Sex with Me" "Pose" "Desperado" "Consideration" (featuring SZA)   | [ 86 ] [ 87 ]                      |
| Kristine W | The Power of Music                                                     | 7                       | "Walk Away" (Tony Moran featuring Kristine W) "The Boss" "Never" "Love Is the Look" "Be Alright" "The Power of Music" "Fade"                 | [ 88 ]                             |
| Katy Perry | Teenage Dream                                                          | 7                       | "California Gurls" (featuring Snoop Dogg) "Teenage Dream" "Peacock" "Firework" "E.T." "Last Friday Night (T.G.I.F.)" "The One That Got Away" | [ 5 ]                              |
| Beyoncé    | I Am... Sasha Fierce                                                   | 6                       | "Single Ladies (Put a Ring on It)" "Diva" "Halo" "Sweet Dreams" "Why Don't You Love Me" "Video Phone"                                        | [ 31 ]                             |
| Dua Lipa   | Dua Lipa: Complete Edition                                             | 6                       | "Be the One" "Blow Your Mind (Mwah)" "IDGAF" "New Rules" "One Kiss" "Electricity"                                                            | [ 89 ]                             |
| Madonna    | Music: International Edition/Music: 2016 North American Vinyl Re-Issue | 5                       | "American Pie" "Music" "Don't Tell Me" "What It Feels Like for a Girl" "Impressive Instant"                                                  |                                    |
| Madonna    | American Life                                                          | 5                       | "Die Another Day" "American Life" "Hollywood" "Nothing Fails" "Love Profusion"                                                               | [ 90 ] [ 91 ] [ 92 ] [ 93 ] [ 94 ] |
| Lady Gaga  | Born This Way                                                          | 5                       | "Born This Way" "Judas" "The Edge of Glory" "Yoü and I" "Marry the Night"                                                                    | [ 76 ]                             |
| Katy Perry | Prism                                                                  | 5                       | "Roar" "Unconditionally" "Dark Horse" (featuring Juicy J) "Birthday" "This Is How We Do"                                                     | [ 95 ]                             |

## Külső linkek
- Aktuális Billboard Dance Club Songs lista